# Добров, Андрей Петрович
Андрей Петрович Добров (род. 13 февраля 1963, Алма-Ата) — предприниматель, миллиардер. В прошлом президент и генеральный директор группы компаний «Белон», основной деятельностью которой является добыча угля и производство стройматериалов.

## Биография
Родился 13 февраля 1963 года в Алма-Ате (Казахстан). В 1985 году окончил Новосибирский электротехнический институт по специальности «Инженер промышленной электроники». В 1988 году окончил Университет марксизма-ленинизма при Новосибирском обкоме КПСС по специальности «управление народного хозяйства».
С 1983 года — рабочий по обслуживанию и текущему ремонту зданий в Новосибирске. В 1985 году избран секретарем комитета ВЛКСМ Новосибирского электротехнического техникума. С 1985 по 1987 годы работал преподавателем в Новосибирском электротехническом техникуме транспортного машиностроения. В 1987 году стал вторым секретарем Первомайского райкома ВЛКСМ Новосибирска. В 1988—1990 годах — замдиректора по воспитательной работе Новосибирского электромеханического техникума транспортного машиностроения.
В октябре 1988 года начал заниматься предпринимательской деятельностью в Новосибирске, создав и возглавив Хозрасчетный молодежный центр «Импульс», который вел несколько разных видов деятельности: видеосалоны, кабельное телевидение, частное кафе. В 1990 году стал генеральным директором многопрофильного концерна «Смена», в дальнейшем объединившего более 30 различных предприятий с участием городской администрации.
В начале 1991 года, совместно с партнёрами, основал компанию «Белон», став её генеральным директором (CEO). В 1998 году приобрел в собственность обогатительную фабрику «Беловская». В начале 2000-х приобрёл угольные разрезы и шахты. С 2002 года — президент группы ОАО «Белон».
В 2005 году окончил Высшую школу экономики в Москве, по программе MBA для руководителей, специализация «Стратегическое управление».
В 2006 году группа компаний «Белон» первой в угольной отрасли провела IPO, разместив 13 % своих акций среди институциональных инвесторов.
В 2008—2009 годах 82,6 % угольной компании «Белон» было продано Магнитогорскому металлургическому комбинату за более чем $500 млн.
В конце 2009 Андрей Добров продал свои акции в группе компаний «Белон» Магнитогорскому металлургическому комбинату, и ММК стал конечным владельцем «Белона».
В январе 2010 года Андрей Добров покинул пост генерального директора компании.
С 2010 года работает в банке «Взаимодействие», бывшем банке «Белон».
В 2010 году учредил компанию Dobrov&Family Group (DFG), которая через дочернюю компанию «Нортхам Инвестментс Лимитед» реализует программы, направленные на образование, оздоровление и социализацию детей с ограниченными возможностями здоровья и инвалидностью, и детей, оставшихся без попечения родителей. В 2019 году получил за эту деятельность награду «Человек года» от издания «Деловой квартал».

## Состояние
На 2011 год занимал 162 место в рейтинге русскоязычной версии Forbes «Богатейшие бизнесмены — 2011» с состоянием $550 млн.
В 2020 году занял 182 место в том же рейтинге с капиталом в $550 млн.
Участник рейтинга журнала Forbes «200 богатейших бизнесменов России 2021», в котором занял 198 позицию с состоянием $550 млн долларов.

## Личная жизнь
Женат, имеет троих детей.

## Награды

### Государственные
- Орден «Шахтерская слава» трёх степеней.
- Медаль Кемеровской области «За особый вклад в развитие Кузбасса» трёх степеней.
- Орден «Почетный шахтер Кузбасса».
- Орден «За честь и доблесть».
- Лауреат премии Кузбасса за большой личный вклад в развитие угольной отрасли Кузбасса.
- Специальная награда премии «Российский национальный Олимп».[6]

### Профессиональные
- В 2007 году был признан одним из лучших топ-менеджеров по итогам рейтинга «Эксперт 400» журнала «Эксперт».
- В 2008 году стал кавалером ордена «Петра Великого» — за выдающийся вклад в развитие угольной промышленности России и Кузбасса.
- В 2019 году присуждена Премия «Человек Года» в номинации «Социально-ответственный бизнес».[6][15]